# 백년의 유산
《백년의 유산》 (영어 : A Hundred Year Legacy)은 2013년 1월 5일부터 2013년 6월 23일까지 방영한 문화방송 주말 특별기획 드라마이다. 구현숙 작가가 집필한 대표작 중 하나로 뽑히는 드라마로서, 최고 시청률 30.3%를 기록하여 큰 화제가 되었다.

## 줄거리
서울 변두리의 오래된 노포를 배경으로 삼대째 국수공장을 운영하는 가족들의 이야기를 다룬 따뜻한 홈드라마

## 등장인물

### 주요 인물
- 유진 : 민채원 역 - 민효동과 죽은 엄기연의 외동딸 (아역 : 장서희)
- 이정진 : 이세윤 역 - 백설주와 이동규의 외아들, 주식회사 '오뚜기'의 본부장
- 최원영 : 김철규 역 - 방영자의 아들, 민채원의 전 남편, 금룡푸드의 후계자
- 윤아정 : 김주리 역 - 방영자의 딸, 민채원의 전 시누이, 마홍주의 후 시누이, 주식회사 '오뚜기'의 마케팅팀 대리

### 국숫집 사람들 (민채원 가족)
- 신구 : 엄팽달 역 - 국숫집 사장, 민채원의 외할아버지
- 정혜선 : 김끝순 역 - 엄 사장의 아내, 민채원의 외할머니
- 정보석 : 민효동 역 - 엄팽달·김끝순의 큰 사위, 민채원의 아버지
- 전인화 : 양춘희 역 (아역 : 라솔인) - 민효동의 후처, 이세윤의 생모, 민채원의 의붓 엄마
- 김명수 : 엄기문 역 - 엄팽달·김끝순의 큰아들, 주식회사 '오뚜기'의 이사, 민채원의 큰외삼촌
- 박준금 : 도도희 역 - 엄기문의 아내, 민채원의 큰외숙모
- 유승 : 엄슬홍 역 - 엄기문·도도희의 아들, 민채원의 큰외사촌 동생
- 권오중 : 엄기춘 역 - 엄팽달·김끝순의 작은아들, 민채원의 작은외삼촌
- 김희정 : 공강숙 역 - 엄기춘의 아내, 민채원의 작은외숙모
- 이태우 : 엄보름 역 - 엄기춘·공강숙의 아들, 초등학생, 민채원의 작은외사촌 동생
- 선우선 : 엄기옥 역 - 엄팽달·김끝순의 막내딸, 민채원의 이모
- 박영규 : 강진 역 - 엄 사장 건물 옥탑방에 세들어 사는 노총각, 민채원의 새 이모부

### 이세윤 가족
- 차화연 : 백설주 역 (아역 : 공수민, 하은진) - 이세윤의 엄마, 이동규의 아내
- 남명렬 : 이동규 역 - 이세윤의 아버지, 백설주의 남편, 주식회사 '오뚜기'의 회장

### 김철규 가족
- 박원숙 : 방영자 역 - 금룡푸드의 회장, 김철규와 김주리의 엄마, 민채원의 전 시어머니, 마홍주의 새 시어머니
- 심이영 : 마홍주 역 - 태산그룹 막내딸, 김철규의 후처
- 전성애 : 미세스 박 역 - 마홍주네 가사도우미

### 그 외 인물
- 최영인 : 김철규네 가사도우미 역
- 이정훈 : 행사 진행자 역
- 김정은
- 정석규 : 주식회사 '오뚜기'의 직원 역
- 김미량
- 박우열 : 의사 역
- 김해곤
- 이종래 : 금룡푸드의 변호사 역
- 이중열 : 민효동의 직장동료 역
- 최윤준 : 민효동의 직장동료 역
- 김은하
- 김상일
- 오희준 : 레스토랑 직원 역
- 김성연
- 이현걸 : 정신병원 직원 역
- 권혁수 : 국수집 운영했던 조상 역
- 이예린
- 육지민
- 정은숙 : 국수 사러 온 손님 역
- 윤갑수 : 공인중개사 역 (특별출연)
- 이채은
- 이성희
- 강찬양 : 정신병원 간호사 역
- 정수인 : 정신병원 간호사 역
- 김세준
- 기연호 : 의사 역 (특별출연)
- 오기영 : 경찰 역
- 김화영 : 주식회사 '오뚜기'의 안내데스크 직원 역
- 고은이
- 정현석 : 주민센터 직원 역
- 김기준
- 서보익 : 식당 직원 역
- 김주아 : 엄기연 역 † - 엄팽달·김끝순의 큰딸, 민효동의 전처, 도희의 시누이 (사진출연)
- 이준희 : 의사 역
- 조현진 : 비서 역
- 권정현
- 노수정
- 윤예인 : '엄지분식' 사장 역
- 이영실 : '샛별세탁소' 사장 역
- 김미준 : '노래방' 사장 역
- 김건호 : 카페 '오페라'의 손님 역
- 조경호
- 이정성 : 정신병원 관계자 역
- 조용상 : 주주총회 진행자 역
- 윤민수
- 구중림 : 카페 '오페라'의 손님 역
- 지성근 : 카페 '오페라'의 손님 역
- 이미은
- 최인숙 : 계모임 회원 역
- 차영옥 : 계모임 회원 역
- 강문경
- 서호철 : 형사 역
- 최현준 : 형사 역
- 이석구 : 최 공장장 역
- 김민채 : '한마음 클리닉' 의사 역
- 정동규 : 산부인과 의사 역
- 최창호
- 민정현
- 이관영 : 사진사 역
- 최남욱 : 동사무소 직원 역
- 유옥주 : 주식회사 '오뚜기'의 청소 직원 역
- 김선녀 : 주식회사 '오뚜기'의 청소 직원 역
- 손선근 : 의사 역
- 이양희 : 형사 역
- 이경헌 : 형사 역
- 장영주
- 장지혜
- 이웅희
- 이승주
- 현숙희 : 파주 식자재 공장 화재 사건 피해자의 가족 역
- 노기환
- 장순조
- 김윤태 : 형사 역
- 전혜영 : 좌판 상인 역
- 황인청
- 김유안 : '금룡푸드' 비서 역
- 구혜령 : 마트 직원 역 - 채원의 직장동료
- 허인영 : 마트 직원 역 - 채원의 직장동료
- 성인자 : 진상 손님 역
- 공재원 : 주식회사 '오뚜기'의 직원 역
- 진영범 : 기자 역
- 임지현
- 박하나 : 술집 여자 1 역
- 오하늬 : 술집 여자 2 역
- 민정현
- 이현숙 : 진상 손님 역
- 민준현 : 김 기사 역 - 방 회장의 운전기사
- 육미라 : 대형마트 매니저 역
- 김정국 : 김 부장 역 - 주식회사 '오뚜기'의 마케팅팀 부장
- 김동희
- 임지수
- 권정현
- 이승찬
- 정명준 : 면접관 역
- 김현아 : 구내식당 조리실장 역 - 채원의 직장동료
- 송경화 : 상록수보육원 수녀 역
- 양지선 : 구내식당 직원 역 - 채원의 직장동료
- 김희라 : 구내식당 직원 역 - 채원의 직장동료
- 이세랑 : 민효동의 맞선녀 역
- 주동희 : 의사 역
- 감서은 : 웨딩드레스 샵 직원 역
- 최민금 : 주식회사 '오뚜기'의 청소직원 역
- 유금 : 주식회사 '오뚜기'의 청소직원 역
- 정병호 : 의사 역
- 조성희 : 주식회사 '오뚜기'의 감사실 직원 역
- 서진욱 : 주식회사 '오뚜기'의 감사실 직원 역
- 이창 : 주식회사 '오뚜기'의 감사실 직원 역
- 김홍수 : 우해유통 사장 역
- 신재도 : 택시기사 역
- 최한나 : 간호사 역
- 박성균 : 의사 역
- 문수종 : 은행장 역
- 홍혜령 : 양춘희의 가게에서 장사하는 여자 역
- 최명진 : 형사 역
- 윤복성 : 의사 역
- 이금주 : 최 회장의 부인 역
- 한동환 : 엄기옥의 맞선남 역
- 유순철 : 엄씨네 종중어른 역
- 이광세 : 엄씨네 종중어른 역
- 구본석 : 변호사 역
- 나재균 : 의사 역
- 전일범 : 운전면허시험 면접관 역
- 한춘일 : 운전면허시험 면접관 역
- 인성호 : 이삿짐센터 직원 역
- 이성주 : 부동산중개업자 역
- 최효현 : 쥬얼리매장 직원 역
- 홍재성 : 금룡푸드의 면 연구원 역
- 박혜진 : 미카엘라 수녀 역 - 상록수 보육원 수녀
- 성현미 : 김철규가 고용한 국수 사는 손님 역
- 소희정 : 30년 전 상록수보육원의 수녀 역
- 진모 : 나이트클럽 가드 역
- 최무인 : 형사 역
- 박건락 : 형사 역
- 이용녀 : 유치장에 갇혀있는 여자 역
- 권홍석 : 결혼식 주례사 역 - 이석준의 매형, 교회 목사
- 서광재 : 의사 역
- 이윤상 : 금룡푸드 임원 역
- 정영금 : 이불가게 상인 역
- 고진명 : 변호사 사무실 건물 경비원 역
- 강석 : 라디오 DJ 역
- 김혜영 : 라디오 DJ 역
- 리민 : 이삿짐센터 직원 역
- 진명선 : 김철규네 이웃주민 역
- 허선행 : 대리운전 회사 사장 역
- 이주윤 : 김마리 역 - 강봉수의 애인
- 안수호 : 택시기사 역
- 김선은 : 응급실 의사 역
- 김광인 : 의사 역
- 윤미향 : 산부인과 의사 역
- 윤해민
- 이종구 : 청와대 주방장 역
- 이진호
- 박지영
- 단강호 : 신경정신과 의사 역
- 장문규 : 약사 역

### 특별출연
- 황선희 : 박은설 역 - 세윤의 애인 (1~2회, 5회, 29회)
- 공정환 : 이석준 역 - 세윤의 선배, 남해정신병원 정신과 의사 (2회, 4회, 7회, 27회, 29회, 37회, 46회)
- 손건우 : 최 공장장의 아들 역 (7회)
- 서현진 : 뉴스 앵커 역 (목소리 출연) (7회)
- 백보람 : 무당 역 (8회)
- 이숙 : 고 여사 역 - 중매쟁이 (17~22회, 34회, 48회)
- 서권순 : 오혜숙 역 - 마홍주의 어머니, 태산그룹 회장의 부인 (18회, 20~22회, 25회, 27회, 31~32회, 35회)
- 정경호 : 양복집 점원 역 (22회)
- 강민정 : 주식회사 '오뚜기'의 직원 역 (22회)
- 조선옥 : 주식회사 '오뚜기'의 직원 역 (22회)
- 김익태 : 박은설의 아버지 역 (29회)
- 김경룡 : 형사 역 (31~32회)
- 김보연 : 김명순 역 - 옛날국수에서 일했던 직원의 딸 (32회, 34회)
- 이현우 : 강봉수 역 - 슈가엔터테인먼트 대표, 강진의 소속사 사장 (40~48회)
- 고명환 : 음악방송 MC 역 (50회)

## 시청률
최저 시청률과 최고 시청률은 시청률 조사회사와 지역별로 시청률에 차이가 있을 수 있습니다.
| 2013년      | 2013년      | 2013년          | 2013년        | 2013년          | 2013년        |
| 회차        | 방송일      | TNmS 시청률     | TNmS 시청률   | AGB 시청률      | AGB 시청률    |
| 회차        | 방송일      | 대한민국 (전국) | 서울 (수도권) | 대한민국 (전국) | 서울 (수도권) |
| ----------- | ----------- | --------------- | ------------- | --------------- | ------------- |
| 제1회       | 1월 5일     | 14.9%           | 16.6%         | 13.8%           | 14.3%         |
| 제2회       | 1월 6일     | 15.6%           | 17.8%         | 13.0%           | 12.6%         |
| 제3회       | 1월 12일    | 15.4%           | 17.2%         | 15.5%           | 16.6%         |
| 제4회       | 1월 13일    | 16.2%           | 18.2%         | 15.5%           | 17.0%         |
| 제5회       | 1월 19일    | 15.6%           | 17.4%         | 15.0%           | 16.0%         |
| 제6회       | 1월 20일    | 15.3%           | 17.6%         | 13.9%           | 14.8%         |
| 제7회       | 1월 26일    | 18.6%           | 21.3%         | 18.8%           | 20.3%         |
| 제8회       | 1월 27일    | 18.7%           | 20.9%         | 17.5%           | 18.5%         |
| 제9회       | 2월 2일     | 18.4%           | 20.8%         | 20.4%           | 21.2%         |
| 제10회      | 2월 3일     | 20.5%           | 23.6%         | 20.4%           | 21.9%         |
| 제11회      | 2월 9일     | 17.9%           | 19.1%         | 17.1%           | 17.9%         |
| 제12회      | 2월 10일    | 16.1%           | 18.4%         | 14.4%           | 15.1%         |
| 제13회      | 2월 16일    | 20.8%           | 23.6%         | 18.8%           | 19.5%         |
| 제14회      | 2월 17일    | 20.7%           | 23.3%         | 19.0%           | 19.7%         |
| 제15회      | 2월 23일    | 21.7%           | 24.3%         | 20.8%           | 21.8%         |
| 제16회      | 2월 24일    | 20.1%           | 22.8%         | 20.1%           | 21.8%         |
| 제17회      | 3월 2일     | 19.8%           | 21.9%         | 20.3%           | 21.9%         |
| 제18회      | 3월 3일     | 19.0%           | 21.6%         | 19.8%           | 21.2%         |
| 제19회      | 3월 9일     | 22.5%           | 26.2%         | 22.5%           | 24.5%         |
| 제20회      | 3월 10일    | 21.0%           | 24.3%         | 20.1%           | 21.6%         |
| 제21회      | 3월 16일    | 21.5%           | 24.0%         | 20.9%           | 23.0%         |
| 제22회      | 3월 17일    | 20.1%           | 23.6%         | 20.8%           | 22.6%         |
| 제23회      | 3월 23일    | 21.1%           | 23.1%         | 20.2%           | 21.3%         |
| 제24회      | 3월 24일    | 20.1%           | 23.3%         | 19.6%           | 20.7%         |
| 제25회      | 3월 30일    | 21.6%           | 25.8%         | 20.8%           | 22.6%         |
| 제26회      | 3월 31일    | 21.7%           | 25.0%         | 20.5%           | 21.9%         |
| 제27회      | 4월 6일     | 21.6%           | 24.9%         | 21.5%           | 22.9%         |
| 제28회      | 4월 7일     | 23.3%           | 27.1%         | 22.6%           | 23.9%         |
| 제29회      | 4월 13일    | 23.1%           | 27.1%         | 22.4%           | 23.7%         |
| 제30회      | 4월 14일    | 23.4%           | 27.5%         | 22.8%           | 24.1%         |
| 제31회      | 4월 20일    | 23.1%           | 27.1%         | 23.5%           | 25.8%         |
| 제32회      | 4월 21일    | 21.3%           | 24.4%         | 21.9%           | 22.9%         |
| 제33회      | 4월 27일    | 24.9%           | 28.6%         | 26.5%           | 28.5%         |
| 제34회      | 4월 28일    | 24.4%           | 26.5%         | 26.1%           | 27.3%         |
| 제35회      | 5월 4일     | 26.4%           | 31.6%         | 26.8%           | 29.4%         |
| 제36회      | 5월 5일     | 25.4%           | 29.4%         | 28.0%           | 30.3%         |
| 제37회      | 5월 11일    | 24.6%           | 28.2%         | 26.2%           | 29.1%         |
| 제38회      | 5월 12일    | 27.7%           | 32.3%         | 30.3%           | 32.9%         |
| 제39회      | 5월 18일    | 27.1%           | 31.7%         | 25.9%           | 27.6%         |
| 제40회      | 5월 19일    | 25.6%           | 29.9%         | 28.5%           | 31.0%         |
| 제41회      | 5월 25일    | 27.1%           | 31.2%         | 28.6%           | 31.5%         |
| 제42회      | 5월 26일    | 26.4%           | 30.9%         | 27.5%           | 30.3%         |
| 제43회      | 6월 1일     | 25.9%           | 30.7%         | 28.4%           | 32.3%         |
| 제44회      | 6월 2일     | 26.3%           | 31.0%         | 27.8%           | 30.2%         |
| 제45회      | 6월 8일     | 25.7%           | 27.3%         | 25.8%           | 27.5%         |
| 제46회      | 6월 9일     | 25.1%           | 28.0%         | 26.2%           | 27.4%         |
| 제47회      | 6월 15일    | 26.1%           | 30.2%         | 28.3%           | 30.9%         |
| 제48회      | 6월 16일    | 25.9%           | 30.2%         | 28.6%           | 31.2%         |
| 제49회      | 6월 22일    | 27.4%           | 32.5%         | 28.6%           | 32.3%         |
| 제50회      | 6월 23일    | 29.9%           | 35.0%         | 30.3%           | 32.6%         |
| 평균 시청률 | 평균 시청률 | 22.1%           | 25.3%         | 22.3%           | 23.9%         |

## 수상
- 2013년 제6회 코리아 드라마 어워즈 남자 최우수상 이정진
- 2013년 MBC 연기대상 연속극 부문 남자 최우수연기상 이정진
- 2013년 MBC 연기대상 남자 황금연기상 정보석
- 2013년 MBC 연기대상 공로상 박원숙
- 2013년 MBC 연기대상 올해의 작가상 구현숙
- 2013년 MBC 연기대상 올해의 드라마상
- 2013년 휴스턴 국제영화제 'TV시리즈-드라마' 부문 동상

## 참고 사항
- 기획 당시 제목은 <삼대째 국수집>이었으나, 삼대째 가업으로 내려온 국수 공장을 물려주는 이야기에 더 적합한 제목인 <백년의 유산>으로 변경되었다.[3]
- 당초 김수미가 김끝순 역에 캐스팅되었으나, 출연료 문제로 인하여 SBS <돈의 화신>을 택하면서 출연이 불발되었다.[4]
- 극중 엄팽달과 엄기춘 역을 맡았던 신구와 권오중은 SBS 일일시트콤 《웬만해선 그들을 막을 수 없다》이후 12년만에 재회하였다
- 극중 민효동과 도도희 역을 맡았던 정보석과 박준금은 《사모곡》이후 26년만에 재회하였다